# Здвиж
Здвиж — річка в Україні, в межах Житомирського районів Житомирської області та Бучанського й Вишгородського районів Київської області. Права притока Тетерева (басейн Дніпра).

## Про назву
Назва річки Здвиж походить від назви «трясовина» (непрохідне болото), ймовірно від дуже заболоченої оболоні.

## Опис
Довжина 145 км, площа басейну 1775 км². Долина трапецієподібна, завширшки до 4 км, завглибшки до 25 м. Заплава у верхів'ї заболочена, ширина її до 1 км. Річище помірно звивисте, завширшки до 20 м, завглибшки (у межень) пересічно 1—2 м. Похил річки 0,59 м/км. Живлення мішане. Замерзає наприкінці листопада, скресає до середини березня. Здвиж — водоприймач осушувально-зволожувальної системи. Для регулювання стоку споруджено водосховища. На значному протязі річка каналізована. Частина правобережжя Здвижу (у пониззі) — у складі Дніпровсько-Тетерівського заповідного лісомисливського господарства.

## Розташування
Здвиж бере початок з болота поблизу села Озера. Тече переважно на північний схід, у пониззі та пригирловій частині — на північ. Впадає до Тетерева між селами Любидва і Прибірськ. 

## Притоки
Праві:
- Водотий
- Брусилівка (гирло Брусилів вул. Тихі Верби)
- Очеретянка
- Карашинка (с. Великий Карашин)
- Фоса,
- Липова
- Стрижень
- Гореня
- Бучка
- Гниловід (смт Бабинці)
- Савинка (с. Савенці)
- Трост (с. Володимирівка)

Ліві: 
- Болотний
- Щеснівка
- Небелиця (с. Містечко)
- Почепин (с. Лозовик)
- Вабля
- Тростянець (на Пн від Бородянки)
- Лучиця - річка у Бородянській селищній громаді. Бере початок на північному заході від Небрата. Тече переважно на південний схід і впадає у Здвиж на північному сході від Берестянки[3][4]
- Журавка (на Пн від Шибеного).